# Bambusannalen
Die Bambusannalen oder Bambuschronik (chinesisch 竹書紀年 / 竹书纪年, Pinyin Zhúshū Jìnián), auch Annalen des Grabes von Ji (chinesisch 汲冢紀年 / 汲冢纪年, Pinyin Jízhǒng Jìnián), sind ein chinesisches Geschichtswerk in der Form einer Chronik, das während der Westlichen Jin-Dynastie von Grabräubern in einer antiken Grabstätte im Bezirk Ji – in der heutigen Provinz Henan – gefunden wurde.
Die Bambusannalen berichten von der frühesten legendären Zeit – in der Ära des Urkaisers Huáng Dì – bis 299 v. Chr. Die Originalversion der Annalen wurde während der Beerdigung des Wei-Königs Anli (安厘王; † 299 v. Chr.), nach anderer Quelle, des Königs Xiang (襄王) oder des Königs Ai (哀王) niedergelegt und im Jahr 281 wiederentdeckt. Aus diesem Grund überlebte die Chronik die Große Bücherverbrennung unter Kaiser Shi der Qin-Dynastie. Die Bambusannalen sind neben dem Shiji das wichtigste Geschichtswerk des chinesischen Altertums.
Die Bambusannalen fielen bereits während der Han-Dynastie (von 206 v. Chr. bis 220 n. Chr.) auseinander. Im Jahr 279, während der Westlichen Jin-Dynastie, wurde ein Grabräuber festgenommen, und während des Urteilsspruchs konnten viele Bambusbücher aus dem bestohlenen Grab wiedergewonnen werden. Die Regierung schenkte dieser Angelegenheit große Aufmerksamkeit und schickte viele Beamte zur Übersetzung der Bambusbücher, weil die Siegelschrift (篆) des Königreichs Wei sich von der relativ verbreiteten Siegelschrift der Qin-Dynastie unterschied. Während der Übersetzung fand der Krieg der Acht Prinzen (八王之乱) statt, der den Fortgang der Übersetzung und Einordnung stark behinderte. Schließlich wurden die neu geordneten Bücher von den Beamten als „Bambusannalen“ bezeichnet.
Die Bambusannalen versetzten den Historikern einen großen Schock, weil ihre Aufzeichnungen nicht nur unterschiedlich zu denen im Shiji waren, sondern auch eine ganz gegenseitige inhaltliche Ausrichtung hatten. Darin berichten sie unverhüllt von Militärputschen und militärischen Konflikten der Xia-Dynastie bis zur Ära Zhan Guo der Östlichen Zhou-Dynastie und stellen damit die originalen Inhalte der Vier Bücher (berühmte konfuzianische Klassiker) vor den Korrekturen und der Überarbeitung des Konfuzius dar.
Während das Shiji die Ereignisse in biographischer Form berichtet, bedienen sich die Bambusannalen der chronologischen Methode zur Darstellung inhaltlicher Belege und Verweise.
Die in Jin-Dynastie geordneten Bambusannalen fielen während der Song-Dynastie nochmals auseinander. Nach der Gründung der Republik China kombinierten zahlreiche Historiker anhand von Zitaten aus anderen Literaturwerken der vorherigen Generationen und konstruierten eine „regenerierte“ Version der Bambusannalen. Diese wird als „Antike Bambusannalen“ (古本竹书纪年) bezeichnet. Darüber hinaus gab es unter der Ming-Dynastie noch eine andere Version, aber ihre Chronologie stimmt nicht mit den Zitaten voriger Generationen überein. Deswegen wird diese Version für fiktiv betrachtet und als „Heutige Bambusannalen“ (今本竹书纪年) bezeichnet.